# Eos squamata
El lori escamoso o lori de collar violeta (Eos squamata) es una especie de ave psitaciforme de la familia Psittaculidae endémica de las islas Molucas septentrionales y Raja Ampat, en  Indonesia. Su hábitat natural son los bosques tropicales húmedos de tierras bajas y los bosques manglares.

## Descripción
El lori escamoso mide alrededor de 27 cm de largo. Su plumaje es principalmente rojo, con el cuello y el vientre azulado. La extensión y tonalidad del violeta del cuello depende de las subespecies. Sus alas son rojas y negras. Su cola es roja violácea.

## Taxonomía
El lori escamoso tiene tres subespecies:
- Eos squamata obiensis, Rothschild 1899
- Eos squamata riciniata, (Bechstein 1811)
- Eos squamata squamata, (Boddaert 1783)

## Galería

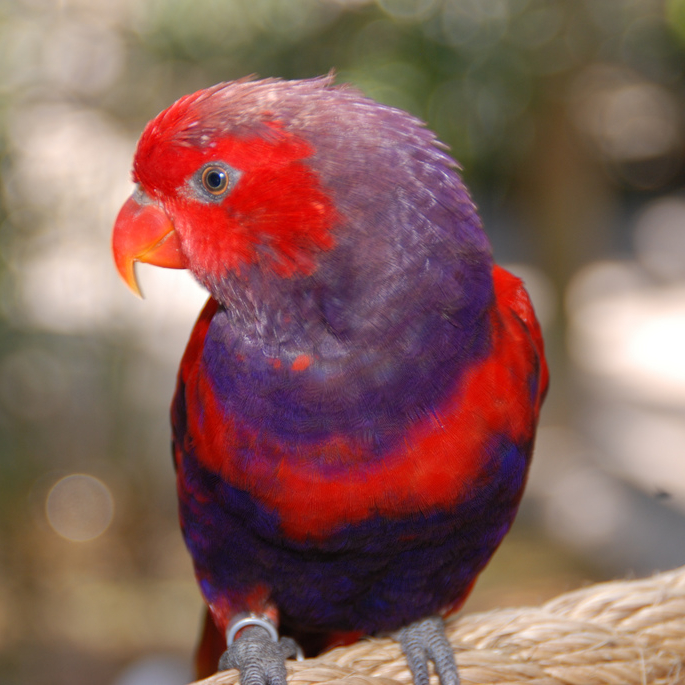
De frente
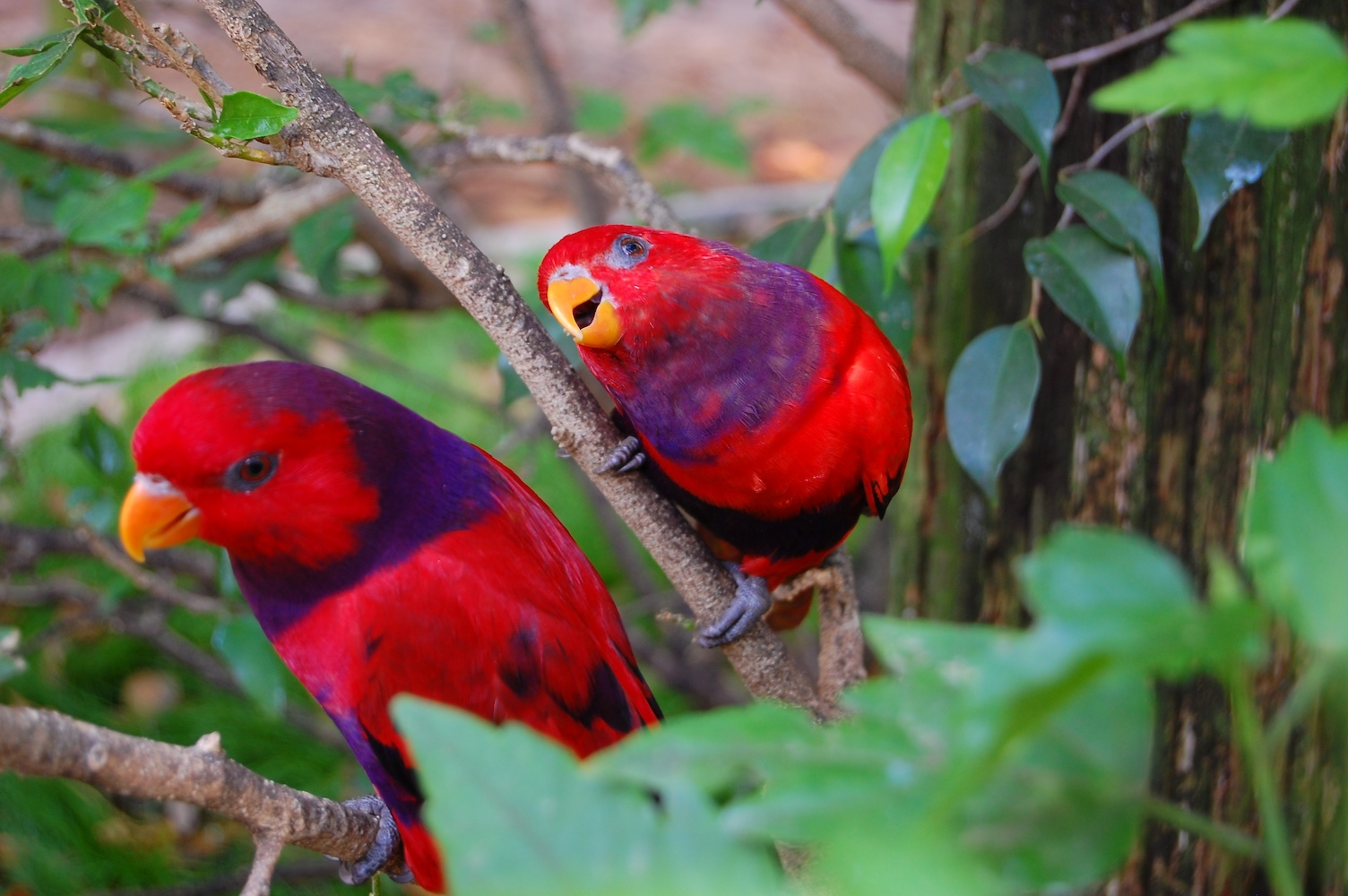
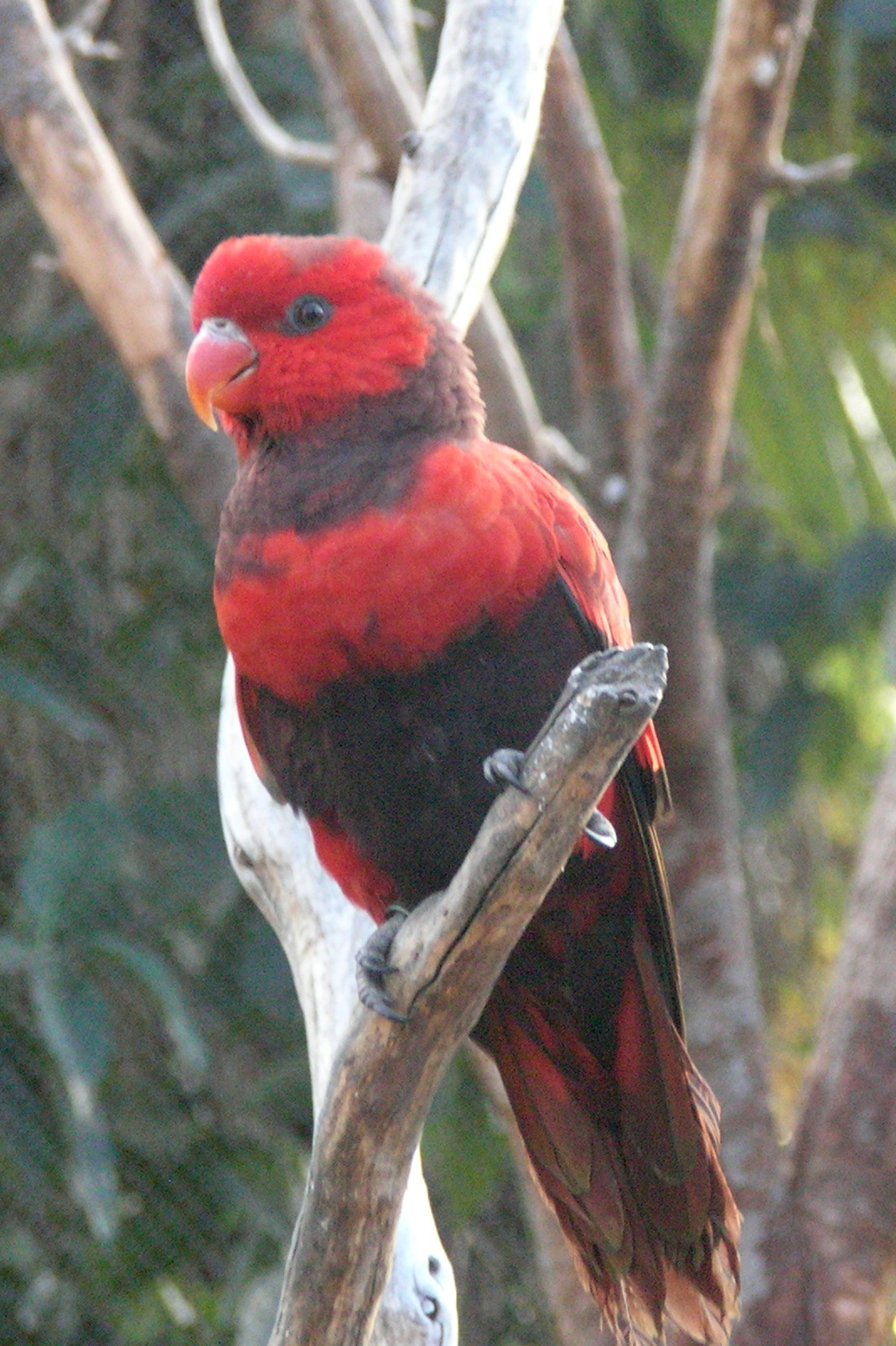
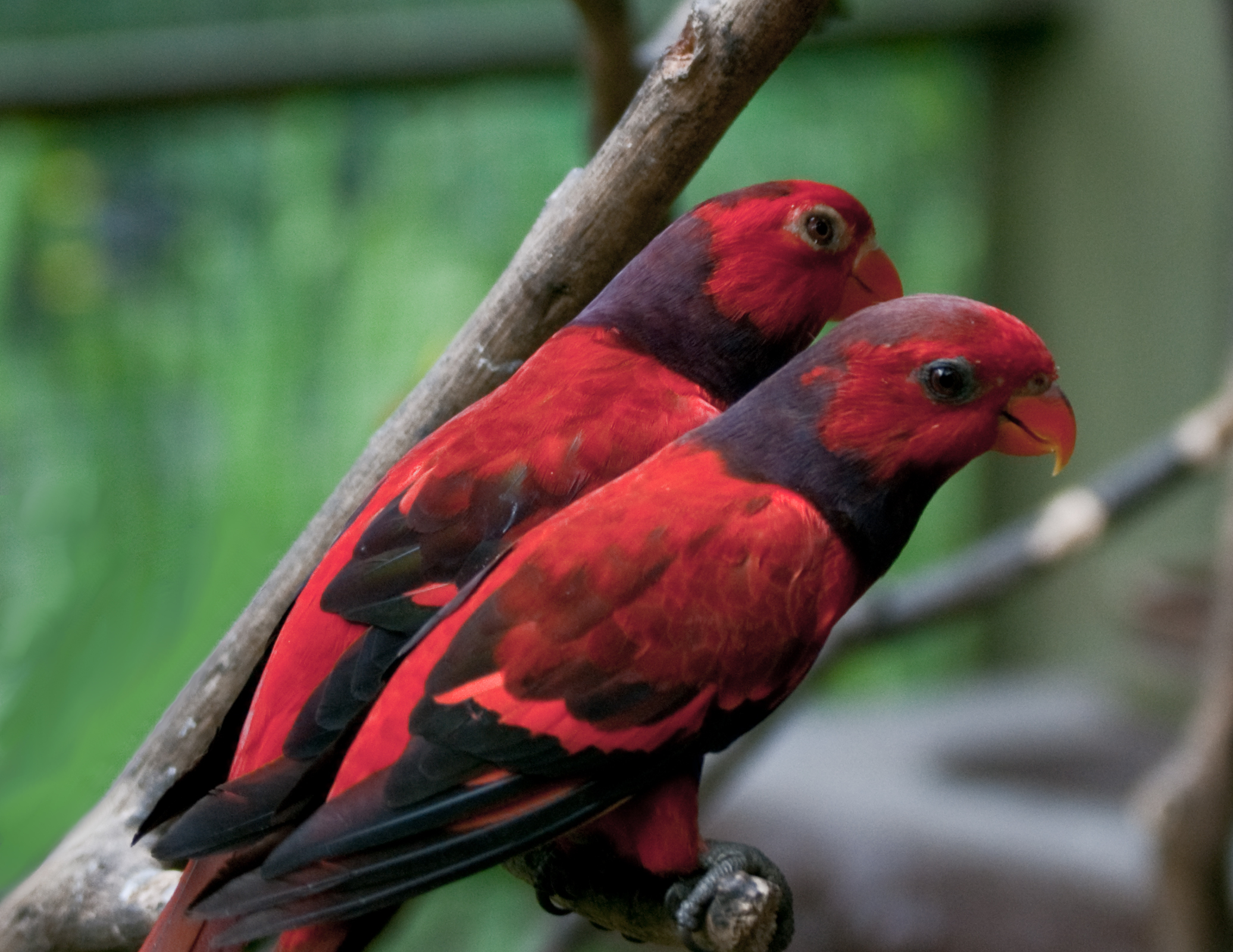